# Kucharz duży, kucharz mały
Kucharz duży, kucharz mały (ang. Big Cook, Little Cook) – program skierowany dla dzieci, emitowany na kanale CBeebies. Dwaj kucharze – duży i mały prowadzą restaurację. W każdym odcinku do  restauracji przychodzi gość, dla którego kucharze gotują potrawę adekwatną do wykonywanej przez niego pracy (na przykład w odcinku Bibliotekarka Libby została przygotowana potrawa w formie książki dla bibliotekarki).
W latach 2004–2006 wyemitowano 100 odcinków serialu podzielonych na trzy serie. W 2022 roku telewizja BBC poinformowała o reboocie programu, który ukazał się na telewizyjnych ekranach w Wielkiej Brytanii w lutym tego samego roku. Wyprodukowano 50 epizodów podzielonych dwie serie. Główne role odegrały tym razem Ibinabo Jack i Courtney Bowman. 
W Polsce wyemitowano trzecią serię programu na kanale CBeebies, a wybrane odcinki zostały wydane na DVD przez Best Film.
Na terenie Wielkiej Brytanii program można oglądać w serwisie BBC iPlayer.

## Obsada[8]
- Steven Marsh – Kucharz Duży Ben
- Daniel Wright – Kucharz Mały
- Ibinabo Jack – Big Cook Jen
- Courtney Bowman – Little Cook Small

## Wersja polska
Wersja polska: Studio Sonica na zlecenie BBC Worldwide

W wersji polskiej wystąpili:
- Klaudiusz Kaufmann – Kucharz Mały
- Robert Kudelski – Ben – Kucharz duży